# Mount Mackenzie King
Mount Mackenzie King är ett berg i Kanada.   Det ligger i provinsen British Columbia, i den centrala delen av landet, 3 300 km väster om huvudstaden Ottawa. Toppen på Mount Mackenzie King är 3 234 meter över havet, eller 725 meter över den omgivande terrängen. Bredden vid basen är 5,3 km. Mount Mackenzie King ingår i Cariboo Mountains.
Terrängen runt Mount Mackenzie King är huvudsakligen mycket bergig.Trakten runt Mount Mackenzie King är nära nog obefolkad, med mindre än två invånare per kvadratkilometer.. Det finns inga samhällen i närheten. 
Trakten runt Mount Mackenzie King är permanent täckt av is och snö.